# Francesco Moricotti Prignani Butillo
Francesco Moricotti Prignani Butillo, le cardinal de Pise, est un cardinal italien né à Vicopisano en Toscane, alors dans la république de Pise, et mort le 6 février 1396 à Assise. Il est un neveu du pape Urbain VI.

## Repères biographiques
Moricotti Prignani Butillo est chanoine et primicerius à Pise. Il est élu archevêque de Pise en 1362.
Moricotti est créé cardinal par le pape Urbain VI lors du consistoire du 18 septembre 1378. Le cardinal est gouverneur en Campagne et gouverneur de Fondi (it). Moricotti est nommé doyen du Collège des cardinaux en 1381. Il est régent de la chancellerie apostolique et vice-chancelier de la Sainte-Église.
Le cardinal Moricotti participe au conclave de 1389, lors duquel le pape Boniface IX est élu.